# Teatro Sociale (Bellinzona)
Il Teatro Sociale di Bellinzona, sito nella centralissima Piazza del Governo della capitale del Canton Ticino, è il teatro principale della città di Bellinzona.

## Storia
Edificato tra il 1846 e il 1847 dall'ingegner Von Mentlen, secondo i disegni e le direttive del milanese Giacomo Moraglia, uno dei maggiori architetti neoclassici lombardi della prima metà del XIX secolo. Venne inaugurato il 26 dicembre 1847. La struttura rispetta le tipologie classiche del teatro all'italiana: presenta forma cubica a due piani, i prospetti laterali sono sobri, il primo ordine della facciata ha cinque porte, di cui tre con arco a tutto sesto, il secondo ordine è ornato da quattro lesene in granito (che dividono finestre ed entrate) coronate da un frontone.
Dal piccolo foyer, attraverso uno stretto corridoio, si accede alla sala teatrale, segnata dai palchi in legno, posti su tre piani e divisi in loggette. La sala è dominata da una cupola in legno e gesso, direttamente sospesa alle capriate lignee della copertura. Complessivamente, nel disegno originario, il teatro aveva una capienza di 700 spettatori. Ora la sala è omologata per una capienza di 300 posti.
L'iniziale opera del Moraglia è stata modificata a tre riprese: la prima nel 1894, quando Maurizio Conti aggiunse una riservata al casinò sociale (oggi ristorante), la seconda nel 1919 quando il Tallone rifunzionalizzò l'edificio, ristrutturando le travi portanti e la terza attorno al 1995, quando gli architetti Giancarlo Durisch, Pia Durisch e Aldo Nolli recuperarono il foyer, la sala e le facciate esterne con interventi di carattere conservativo, mentre la macchina scenica venne completamente rifatta.
Nel 1950 venne trasformato in cinematografo, chiuso nel 1970 per poi restare abbandonato sino ai lavori di recupero degli anni novanta. In generale, quindi, l'edificio ha conservato l'aspetto originale, tanto da costituire, per la Svizzera, un raro esempio di teatro dell'opera del XIX secolo ancora attivo.

## Galleria d'immagini

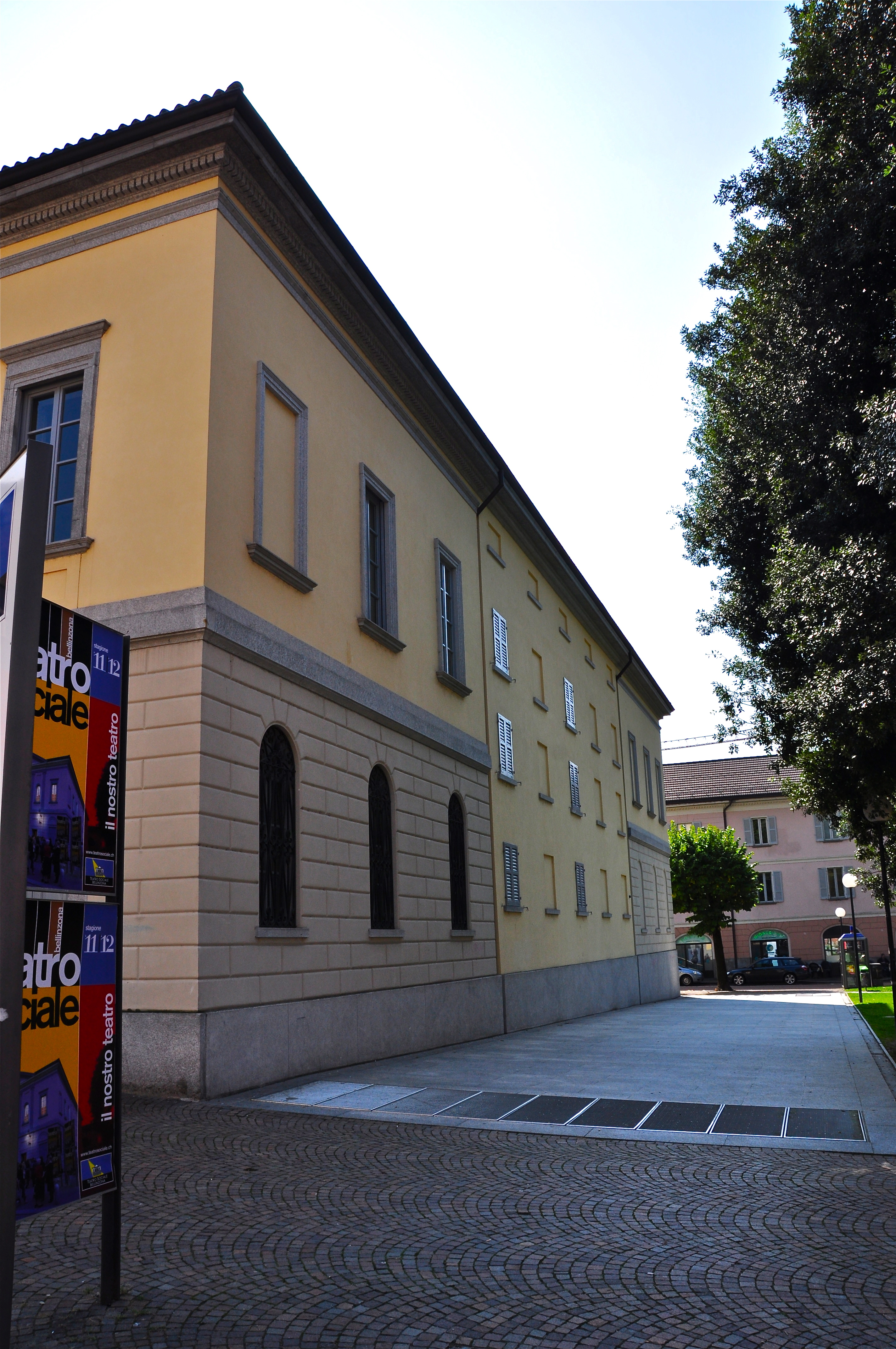
Facciata verso la Piazza del Governo
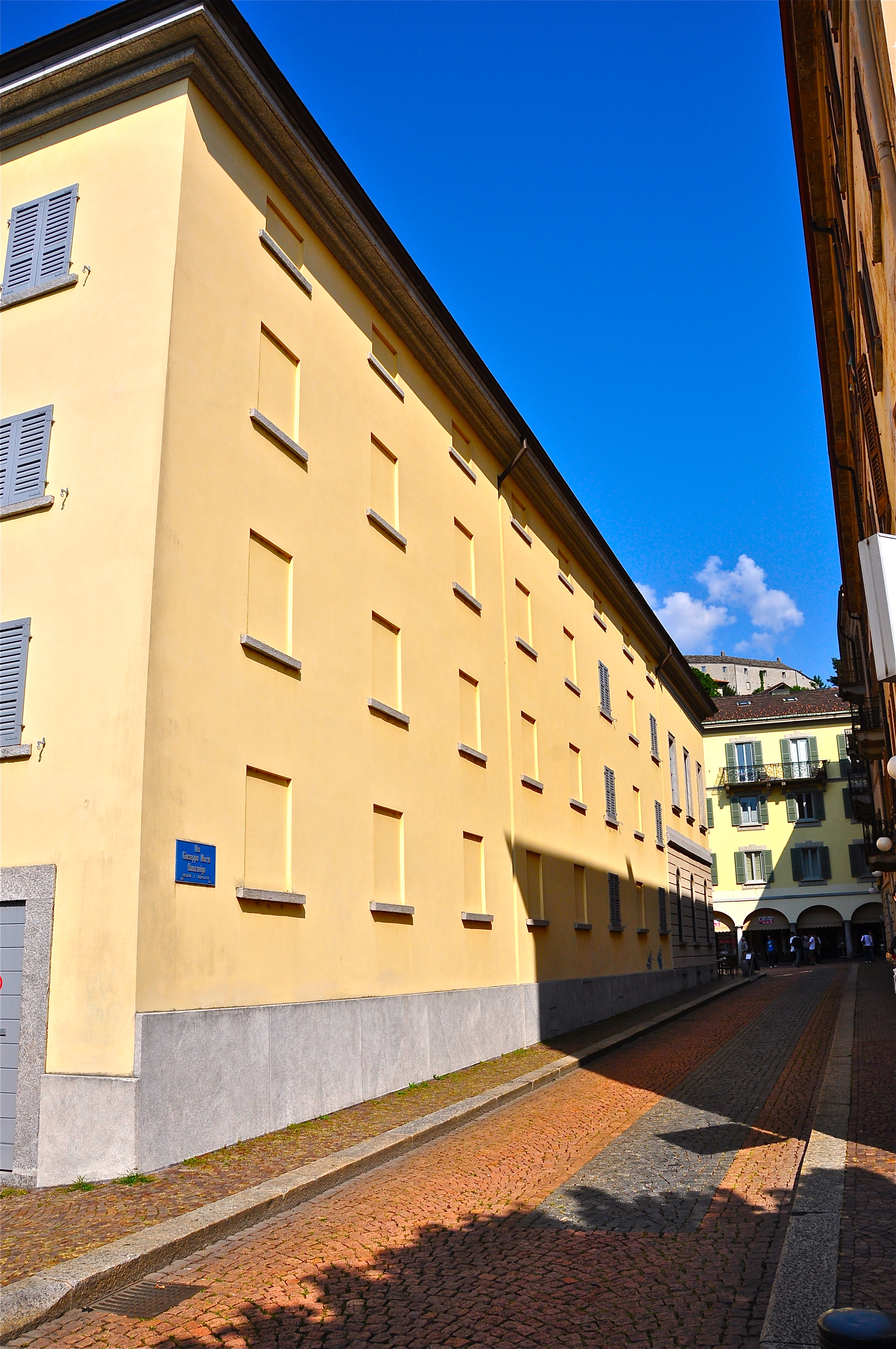
Facciata verso la via Giuseppe Maria Bonzanigo
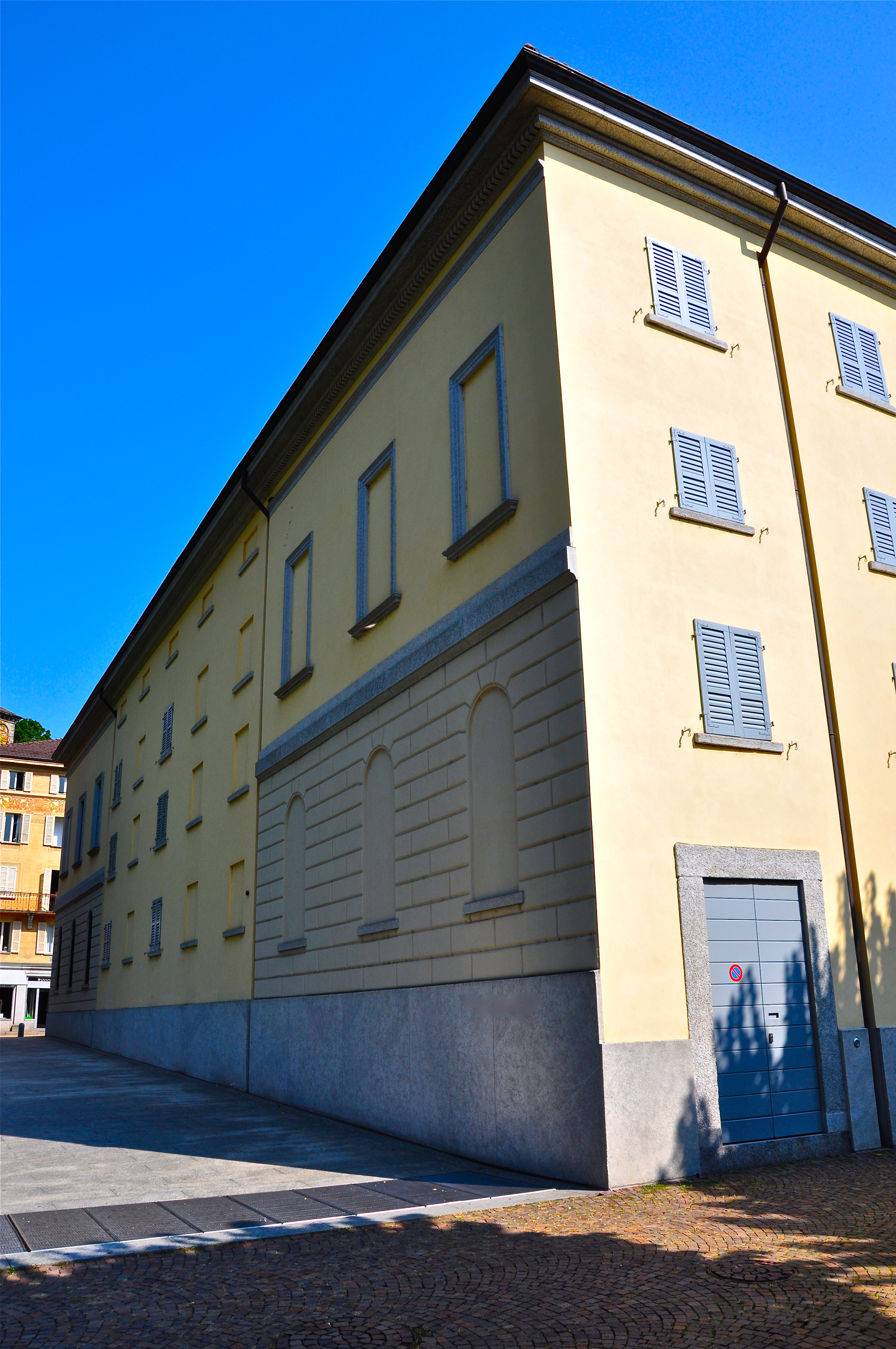